# Livingston (New Jersey)
Livingston ist ein Township im Essex County des Bundesstaats New Jersey in den USA. Das U.S. Census Bureau ermittelte bei der Volkszählung 2020 eine Einwohnerzahl von 31.330.

## Geographie
Nach dem United States Census Bureau hat die Stadt eine Gesamtfläche von 36,4 km², wovon 35,9 km² Land und 0,5 km² (1,35 %) Wasser ist.

## Demographie
Nach der Volkszählung von 2000 gibt es 27.391 Menschen, 9.300 Haushalte und 7.932 Familien in der Stadt. Die Bevölkerungsdichte beträgt 761,9 Einwohner pro km². 82,64 % der Bevölkerung sind Weiße, 1,20 % Afroamerikaner, 0,05 % amerikanische Ureinwohner, 14,54 % Asiaten, 0,01 % pazifische Insulaner, 0,69 % anderer Herkunft und 0,87 % Mischlinge. 2,54 % sind Latinos unterschiedlicher Abstammung.
Von den 9.300 Haushalten haben 41,8 % Kinder unter 18 Jahre. 76,0 % davon sind verheiratete, zusammenlebende Paare, 7,0 % sind alleinerziehende Mütter, 14,7 % sind keine Familien, 13,0 % bestehen aus Singlehaushalten und in 8,4 % Menschen sind älter als 65. Die Durchschnittshaushaltsgröße beträgt 2,93, die Durchschnittsfamiliengröße 3,21.
26,6 % der Bevölkerung sind unter 18 Jahre alt, 4,6 % zwischen 18 und 24, 26,6 % zwischen 25 und 44, 26,8 % zwischen 45 und 64, 15,4 % älter als 65. Das Durchschnittsalter beträgt 41 Jahre. Das Verhältnis Frauen zu Männer beträgt 100:94,7, für Menschen älter als 18 Jahre beträgt das Verhältnis 100:90,3.
Das jährliche Durchschnittseinkommen der Haushalte beträgt 98.869 USD, das Durchschnittseinkommen der Familien 108.049 USD. Männer haben ein Durchschnittseinkommen von 77.256 USD, Frauen 41.654 USD. Der Prokopfeinkommen der Stadt beträgt 47.218 USD. 1,8 % der Bevölkerung und 1,1 % der Familien leben unterhalb der Armutsgrenze, davon sind 1,2 % Kinder oder Jugendliche jünger als 18 Jahre und 3,2 % der Menschen sind älter als 65.

## Söhne und Töchter der Stadt
- Irwin Levine (1938–1997), Komponist
- Jack Ketchum (1946–2018), Autor
- Wendy Neuss (* 1954), Fernsehproduzentin
- Alan B. Krueger (1960–2019), Wirtschaftswissenschaftler und Professor für Politik an der Princeton University
- Harlan Coben (* 1962), Autor
- Thomas Kean junior (* 1968), Politiker
- Brian Jamieson (* 1969), Ruderer
- Claudio Reyna (* 1973), Fußballspieler
- Chelsea Handler (* 1975), Schauspielerin
- Brevin Knight (* 1975), Basketballspieler
- Marco Benevento (* 1977), Jazzmusiker
- Hazel Clark (* 1977), Leichtathletin
- Justin Gimelstob (* 1977), Tennisspieler
- Me’Lisa Barber (* 1980), Leichtathletin
- Jared Kushner (* 1981), Immobilienentwickler, Medienunternehmer, Finanzinvestor und Politikberater
- Adam Pally (* 1982), Schauspieler und Komiker
- Matt Chertkoff (* ≈1985), Jazzmusiker
- Jozy Altidore (* 1989), Fußballspieler
- Connor Lade (* 1989), Fußballspieler
- Chanelle Price (* 1990), Mittelstreckenläuferin
- Sammi Kane Kraft (1992–2012), Schauspielerin, Musikerin und Baseballspielerin
- Bobbi Kristina Brown (1993–2015), Sängerin
- Larry Ogunjobi (* 1994), Footballspieler
- David Najem (* 1995), US-amerikanisch-afghanischer Fußballspieler
- Gabrielle Brennan (* 1996), Schauspielerin und Model
- Gennaro Nigro (* 2000), Fußballspieler

## Nachweise
1. ↑  www.livingstonnj.org. (abgerufen am 22. Dezember 2024).
2. ↑  Explore Census Data Total Population in Livingston township, Essex County, New Jersey. US Census Bureau, abgerufen am 22. Dezember 2024 (englisch).